# Мікі Спіллейн
Мі́кі Спілле́йн (англ. Mickey Spillane 9 березня 1918, Бруклін, Нью-Йорк — 17 липня 2006), справжнє ім'я — Френк Моррісон Спіллейн) — американський письменник.
Народився 1918 року в Брукліні, Нью-Йорк. Письменницьку кар'єру він почав як автор текстів для коміксів. Перший роман — «I, the Jury» («Суд — це я») — Спіллейн опублікував у 1946 році. Героєм цієї і ще одинадцяти книг став приватний детектив Майк Гаммер, один з найпопулярніших персонажів масової культури. Романи Спіллейна багато разів екранізувалися в кіно і на телебаченні.
Усього Спіллейн написав понад двадцять романів, загальний тираж яких перевищив 140 мільйонів примірників. Успіх йому, як прийнято вважати, принесли грубувата мова, жорсткі персонажі, велика кількість еротичних сцен. Інший популярний автор детективів Реймонд Чандлер (Raymond Chandler) прямо назвав його книги «сумішшю насильства і неприкритої порнографії». Самого Спіллейна мало турбувала критика: він ніколи не приховував, що пише заради грошей, і стверджував, що «великі письменники не можуть примиритися з фактом, що люди споживають більше солоного арахісу, ніж ікри».
У 1995 році Товариство письменників детективного жанру Америки назвала його одним з найкращих у цьому жанрі.
Мікі Спіллейн писав не тільки детективи. Серед його робіт — декілька дитячих книг.